# Gue
Gue is een bestuurslaag in het regentschap Aceh Besar van de provincie Atjeh, Indonesië. Gue telt 422 inwoners (volkstelling 2010).